# 札幌ハウスユースホステル
札幌ハウスユースホステル（さっぽろハウスユースホステル）は日本ユースホステル協会に加盟していた北海道のユースホステル。

## 概要
1952年（昭和27年）7月、道内各地の青年団により、北海道初のユースホステルとして開設された。『一般財団法人北海道青年会館』によって運営されており、宿泊のほか研修、会合などの利用も可能であった。
2016年3月31日を以って日本ユースホステル協会との契約を終了した。2016年（平成28年）5月に『札幌ハウスセミナーセンター』と名称を変更して現在も営業を続けている。
以下は閉館時の状況である。
旧称『北海道青年会館』『札幌ハウス』。

## 設備
- 個人や小グループに適している
- 団体の利用に適している
- 家族やグループで一室利用可
- 館内に無線LANあり
- クレジットカード可
- 朝の浴室やシャワー利用可
- 日中や閉館時の荷物預かりあり
- 会議室研修室あり
- 館内に洗濯機あり

## 休館
- 12月31日 - 1月1日

## アクセス
- JR北海道函館本線『札幌駅』下車、徒歩7分。